# Biblioteka dlea citenia
Biblioteka dlea citenia (în rusă Библиотека для чтения, în traducere „Biblioteca pentru lectură”) a fost o revistă lunară rusă fondată de Aleksandr Smirdin în 1834 în orașul Sankt Petersburg din Imperiul Rus.

## Istoric
Revista „de literatură, științe, arte, industrie, actualități și modă” a fost lansată în anul 1834 de către editorul și comerciantul Aleksandr Filippovici Smirdin care l-a invitat pe profesorul Osip Senkovski de la Universitatea din Sankt Petersburg să preia conducerea publicației pentru un salariu neobișnuit de mare de 15.000 de ruble pe an. Pentru prima dată în istoria jurnalismului rus Smirdin a introdus distincția între editorul proprietar și redactorul angajat și a fixat o listă de onorarii pentru autori (de la minimum 200 de ruble pentru un autor până la 1.000 de ruble pentru autori celebri). Biblioteka dlea citenia a devenit revista cea mai cumpărată din Rusia deoarece s-a adresat masei largi de cititori din clasa de mijloc și nu doar elitei intelectuale a imperiului.
Revista a avut mai multe secțiuni regulate: literatură rusă, literatură străină, știință și arte, industrie și agricultură, critică, istoria literaturii și diverse. Fiecare număr conținea un raport ilustrat cu privire la tendința recentă a modei. După al doilea an de existență revista avea 5.000 de abonați, pentru ca doi ani mai târziu să ajungă la 7.000 de abonați. Prețul unui abonament era modest: 50 de ruble pe an.
Anii 1830 au reprezentat epoca de aur a revistei Biblioteka dlea citenia care în primii doi ani a publicat scrieri ale lui Aleksandr Pușkin. În anii 1840 a apărut un rival puternic: revista Otecestvennîe zapiski, aflată sub conducerea lui Andrei Kraievski. Creșterea concurenței și schimbările sociale care au avut loc în Rusia au contribuit la declinul BDC. În 1847, când numărul abonaților a scăzut la 3.000, Smirdin a ajuns falit. Un an mai târziu, revista a fost achiziționată de comerciantul de carte V. P. Peciatkin care l-a invitat pe Albert Starcevski să preia conducerea revistei. În 1856 Aleksandr Drujinin a devenit redactor șef, alăturându-i-se Alexei Pisemski. Ca urmare a faptului că Drujinin s-a retras din cauza sănătății precare, Pisemski a devenit în noiembrie 1860 redactor-șef al revistei. El a părăsit revista în 1863 și i-au succedat în funcție Piotr Boborîkin și Nikolai Voskoboinikov. Ultimul număr al revistei Biblioteka dlea citenia a apărut în aprilie 1865.